# Tenkodogo
Tenkodogo er en by i det østlige Burkina Faso, med et befolkningstal (pr. 2006) på cirka 41.000. 